# 한강에게
"한강에게"는 2019년에 개봉한 대한민국의 영화이다.

## 캐스팅
- 강진아 : 진아 역
- 강길우 : 길우 역
- 한기윤 : 기윤 역
- 이영숙 : 길우 모 역
- 최원용 : 출판편집자 역
- 정도원 : 도원 역
- 최지숙 : 지숙 역
- 문병준 : 자전거커플 역
- 강혜은 : 자전거커플 역
- 한준우 : 선배강사 역
- 권해우 : 대학후배 역
- 김제형 : 낭독회 뮤지션 역
- 진소연 : 연극여배우 역
- 이진성 : 사일런트보이 역
- 안슬기 : 선배시인 역
- 전고운 : 작가부부 역 (특별출연)
- 이요섭 : 작가부부 역 (특별출연)
- 박시하 : 낭독회시인 역 (특별출연)
- 안희연 : 낭독회시인 역 (특별출연)

## 같이 보기
- 2019년 대한민국의 영화 목록